# Actus
Actus je stará jednotka délky a plošného obsahu užívaná ve starověkém Římě.

## Jednotka délky
- jeden actus = 35,49 metru = 120 pes

## Jednotka plochy
- jeden actus quadratus = 1257 nebo 1259 nebo 1378 metrů čtverečních = 1440 pes quadratus
- jeden actus simplex = 41,97 metrů čtverečních = 480 pes quadratus